# Maurizio Galante
Maurizio Galante est un couturier et designer né en 1963. Il crée sa maison de haute couture en 1985, et qui porte son nom. « Membre invité » en 1992 puis « membre permanent » en 2008, elle fait partie des 15 maisons que compte la Chambre syndicale de la couture parisienne. En 2003 il crée avec Tal Lancman: Interware, une société de conseil, art, mode et design.

## Biographie
Après avoir étudié l'architecture, puis la mode à l'Académie du Costume et de Mode à Rome. Il reçoit un Occhiolino d'Oro ainsi que l'award du Contemporary Linen en 1988, puis pour la deuxième fois en 1989. L'année suivante en 1990, Il présente sa première collection dans le calendrier de la Camera Nazionale della Moda Italiana à Milan. En 1991, il présente sa première collection dans le calendrier de la Chambre Syndicale Française de la haute couture et mode, à Paris. L'année suivante, Maurizio Galante est invité pour la première fois à présenter sa collection dans le cadre du calendrier officiel des défilés de mode Parisiens. Puis en 1993, il présente sa première collection haute couture dans le cadre du calendrier de la Chambre Syndicale Française de la haute couture, à Paris.
Il présente sa collection In Great hall of people à Pékin en 1995, puis en 1996, il participe à l'exposition « Japanese of fashion », à Tokyo. Il signe un partenariat avec la société Felissimo Corporation en 1997, la même année il ouvre sa maison de haute couture à Paris.
En parallèle de ses activités liées à sa marque, Maurizio Galante participe à de nombreuses expositions, parmi lesquelles « Black in Fashion », au Victoria and Albert Museum de Londres ainsi que l'exposition Vision of Body au Kyoto Costume Institute. (1999). En 2001, il est chargé de la direction artistique[réf. souhaitée] au Design 21[source insuffisante], pour l'UNESCO à New York.
C'est en 2003 qu'il crée la société Interware avec Tal Lancman, une société de conseil en design.
Il fait une présentation de sa collection Galanterie Échelle 1/5 à la Fondation Cartier pour l'art contemporain, à Paris en 2004. L'année suivante, il conçoit une roseraie, dans le parc Paul et Virginie à Saint-Quentin-en-Yvelines. Il collabore avec la marque Baleri Italia au Salon international du meuble de Milan en 2006. La même année il est chargé de la direction artistique du restaurant et du musée pour le MUDAM et participe à l'exposition les enrubannées au Musée d'Art et d'Industrie de Saint-Étienne.
En 2008, le Ministère de la Culture lui remet le prix du  Chevalier des Arts et des Lettres pour sa contribution apporté à l'industrie de la mode française,. La même année, Il est chargé du concept et de la direction artistique de l'exposition Âme de diva dans les vitrines du Ministère de la culture et de la communication. Depuis 2008, il présente ses collections en tant que membre officiel de la Chambre Syndicale de la haute couture et de la mode,.
Il crée l'installation « Le rouge de cinq heure » chez Baccarat. Il crée également l'installation « Red Room » flexible architecture, au Grand Palais, à Paris, en 2009
En 2010, il est curateur et designer pour l'exposition vestiaire de Diva au Centre national du costume de scène à Moulins. Il présente une exposition rétrospective appelé Interware, le design transversale au Musée d'Art et d'Industrie de Saint-Étienne. La même année il crée les costumes pour la pièce Gogo no eiko au Festival dei due mondi à Spolète.

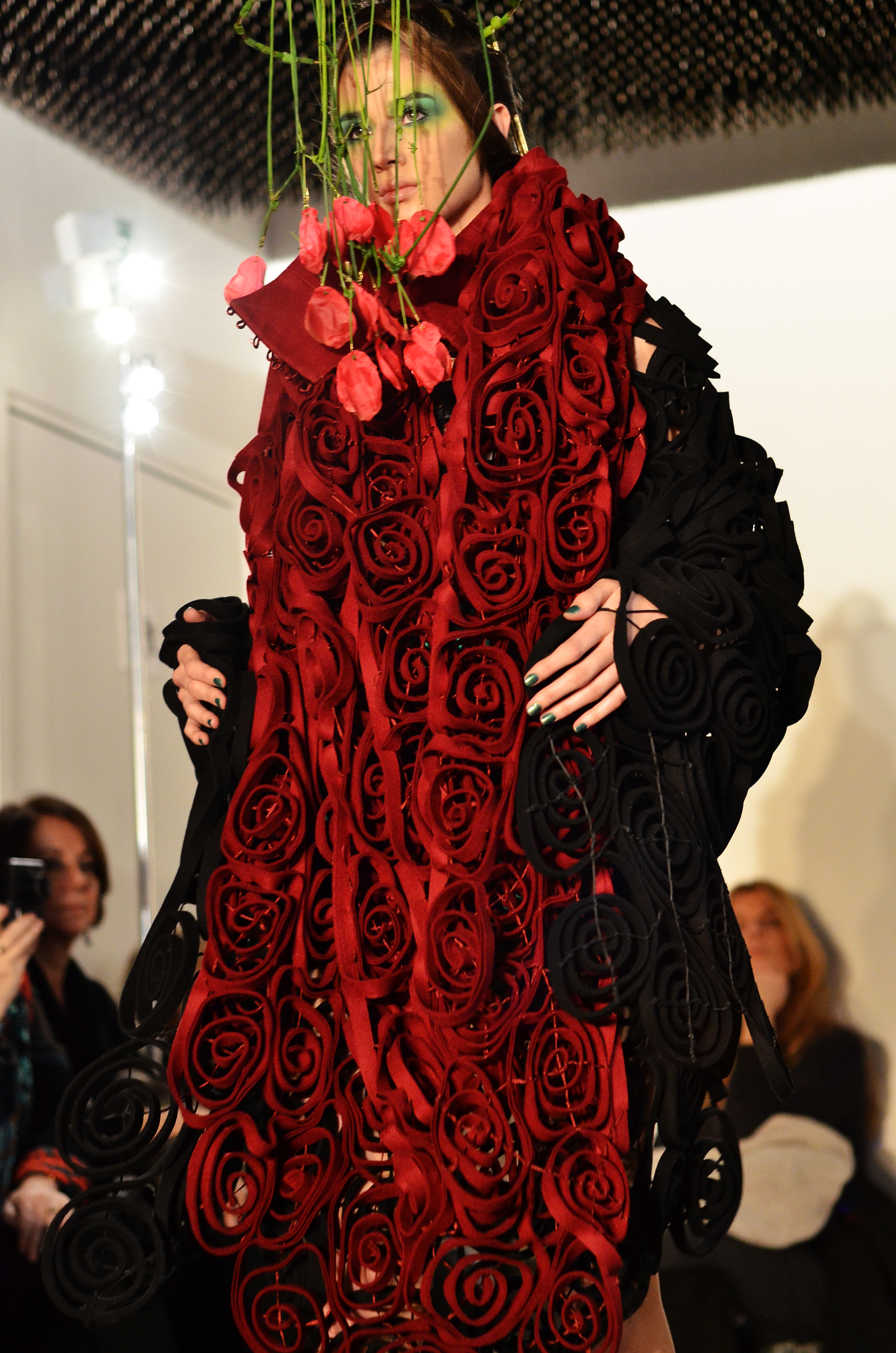
Maurizio Galante - Paris haute couture Printemps-Été 2012

Il crée pour La Poste deux timbre en 2011,. La même année la soprano June Anderson défile lors de la présentation de sa collection à l'Hôtel de Galliffet à Paris. Il présente une exposition rétrospective appelé Interware, le design transversale au MUDAM, au Luxembourg, en 2012 ; la même année il participe à l'exposition Planet Manga au Centre Pompidou à Paris,, il crée également la Madame Butterfly à l'Opéra de Rome.
En 2013, il est chargé de la conception et de la direction artistique pour l'exposition Lost In Paris. La même année il crée le concept et le design d'un jeton pour la Monnaie de Paris,. L'année suivante, il est chargé de la conception et du design de la boutique et librairie du musée Carnavalet à Paris.
Il crée le costume pour la pièce Danza macabra mis en scène par le réalisateur Luca Ronconi au Festival Dei due mondi à Spolète en 2015, la même année il est commissaire d'exposition pour Tempting art à l'exposition universelle de Milan.
En 2016 il est chargé avec son associé Tal Lancman de la réalisation de design d’intérieur, conception de deux Suites Designers, restaurant, réception et lobby pour le premier hôtel flottant à Paris : OFF PARIS, hôtel flottant[source insuffisante],,. La même année il participe à AD Interiors Edition 2017 ou il installe en collaboration avec Tal Lancman une « Chambre surréaliste » au Musée de la Monnaie, à Paris.
Il devient Directeur de thèse seniors à la Parsons School à Paris, en 2017. La même année il participe à l'exposition « Jungle. L’immaginario animale nella moda » à la Reggia Di Venaria.
En 2018, il est chargé de la direction artistique, design, design d’intérieur, uniformes, arts de la table, commissaires d’exposition dans l’espace galerie du bateau « Ducasse sur Seine », restaurant flottant. Premier bateau 100 % électrique à naviguer sur la Seine,,,. La même année il participe à l'édition 2018 de AD Interior ou il installe en collaboration avec Tal Lancman le « TEA WITH MY MONSTER room » à l'Hotel de la Bûcherie, Paris.
En collaboration avec Tal Lancman, il imagine « Dreamscapes » pour les vitrines d'Hermès Hong Kong, en 2019.

## Distinctions

### Prix et Récompenses
- 1988 : Dé D'or à Milan / Award du dé Contemporain
- 1990 : Award du dé d'or à Milan
- 1991 : Award San Marco

### Décorations
- Chevalier des Arts et des Lettres, en 2008.